# 林紀男
林 紀男（はやし のりお、1942年9月5日 - ）は、日本の経営者。イズミヤ社長を務めた。

## 経歴
和歌山県出身。1965年に大阪大学法学部を卒業し、同年に住友銀行に入行。1992年6月に取締役に就任し、1995年10月に常務、1998年5月に専務を経て、1999年5月にイズミヤ副社長に就任し、2001年2月には社長に昇格。2009年5月から2014年3月までに会長を務めた。